# Brovst
Brovst − miasto w Danii w gminie Jammerbugt, niegdyś siedziba byłej gminy Brovst.